# WWK Arena
La WWK Arena è lo stadio di calcio di Augusta, in Germania, dove gioca abitualmente la squadra dell'Augusta.
Il nome dello stadio è stato storicamente legato a quello di uno sponsor: fino al 1º luglio del 2011 il nome dello stadio era infatti Impuls Arena, poi mutato fino al 2015 in SGL Arena